# 焰蛇鯔
焰蛇鯔，為輻鰭魚綱仙女魚目合齒魚亞目合齒魚科的其中一種，分布於中東太平洋區的夏威夷群島海域，棲息深度5-30公尺，體長可達30.5公分，為底棲性魚類，生活在礁石區，屬肉食性，以小魚為食。